# صنوبر معمر
شجرة الصنوبر المعمرة (بالإنجليزية: Pinus longaeva) من الأشجار التي تعيش لفترة طويلة من الزمن، وتعيش على الجبال العالية في الجنوب الغربي من الولايات المتحدة، وهناك شجرة صنوبر معمرة تسمى متوشالح (Methuselah) تعتبر من أطول الكائنات الحية عمرا على وجه الأرض، إذ يقدر عمرها بأربعة آلاف وثمانمئة وثلاثة وأربعين عاما (في عام 2012).

## الحجم والشكل

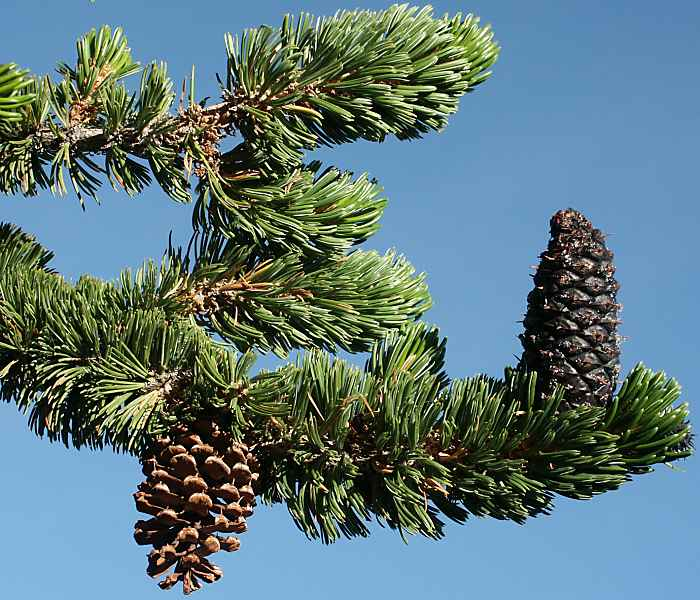
أوراق شجرة الصنوبر المعمرة ومخاريطها.

تعتبر شجرة الصنوبر المعمرة شجرة متوسطة الحجم، إذ يتراوح طولها ما بين 5 إلى 15 مترا، وقطر جذعها ما بين مترين ونصف إلى ثلاثة أمتار ونصف. لون جذعها أصفر برتقالي، ويكون الجزء السفلي منه رفيعا ومتقشرا. أما أوراقها فهي إبرية الشكل، وطولها 2.5 إلى 4 سم، ولونها أخضر غامق من الأعلى وأبيض من الأسفل، وتظل أوراقها خضراء لفترة أطول من أي نبتة أخرى، إذ يمكن أن تبقى خضراء لأكثر من 45 عاما. أما مخاريطها فهي بيضوية اسطوانية، طولها 5 إلى 10 سم، وعرضها 3 إلى 4 سم، لونها قبل النضوج أخضر أو بنفسجي، وبعد النضوج بني برتقالي، ويكون ذلك عندما يصبح عمرها 16 عاما، وتفتح المخاريط عندما تنضج لتطلق البذور مباشرة بعد الفتح، حيث تندفع البذور بوساطة الرياح.

## أماكن التواجد
تتواجد شجرة الصنوبر المعمرة في بعض الأماكن من الولايات المتحدة، إذ توجد بعض أشجارها في يوتاه ونيفادا وشرقي كاليفورنيا، وهي محمية في بعض المناطق في أمريكا، حيث يمنع قطعها أو قطع أغصانها.

## العمر

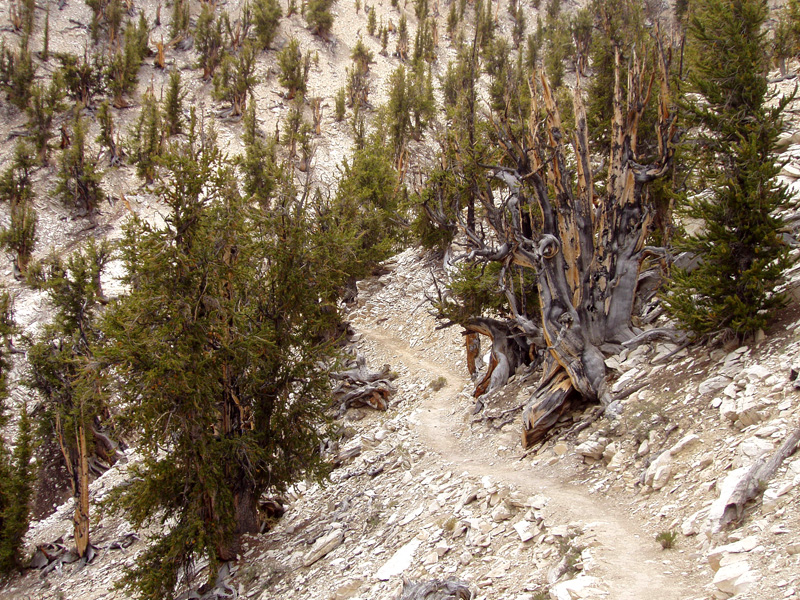
شجرة متوشالح (Methuselah) في كاليفورنيا.

هناك شجرة صنوبر معمرة تسمى متوشالح (Methuselah) توجد في غابة صنوبر في ما يعرف بالغابات البيضاء (White Mountains) في ولاية كاليفورنيا الأمريكية، وهي تبلغ من العمر أربعة آلاف وثمانمئة وثلاثة وأربعين عاما (في عام 2012)، حيث تم قياس عمرها اعتمادا على عدد الحلقات الموجودة في قطعة صغيرة من لب الشجرة انتزعت بأدوات خاصة.
مكان الشجرة الحقيقي سري، وذلك خوفا من أن تقطع، فهي أطول الأشجار عمرا في قارة أمريكا الشمالية ومن أطول الأشجار عمرا على مستوى العالم كله.